# Карл Авґуст Гаґберг
Карл Август Гагберг (швед. Carl August Hagberg; 7 липня 1810, Лунд — 8 січня 1864, там же) — шведський літературознавець, перекладач, редактор, педагог, професор, ректор Лундського університету (1848/1849). Член Шведської академії (1851—1864).

## Біографія
Син пастора, згодом головного придворного капелана Карла Петера Хагберга. З 1826 навчався в Уппсальському університеті, де в 1830 отримав ступінь магістра. 1832 року — помічник секретаря бібліотеки Упсальського університету. З 1833 — викладач давньогрецької мови.
У 1835—1836 роках здійснив поїздку до Німеччини та Франції, познайомився з представниками літератури, включаючи Віктора Гюго, Фрідріха Вільгельма Йозефа Шеллінга та Людвіга Тіка. Після повернення на батьківщину став затятим прихильником англійської та французької літератури, хоча на той час у шведських університетах переважав німецький вплив. Опублікував статтю Om den nya franska vitterheten, спочатку в журналі Skandia, пізніше у вигляді книги (Стокгольм, 1837), присвячене сучасній французькій літературі.
З 1840 до 1858 року працював професором естетики та сучасних мов Лундського університету (скандинавських мов з 1859 року). Член Шведської академії.
З 1841 по 1845 був редактором журналу Studier.
Займався вивченням грецької мови. Плодом вивчення стали переклади комедій Арістофана.
Найбільш відомий тим, що був першим шведом, який виконав шведський переклад Повних зборів творів Шекспіра, дванадцять томів його перекладу було опубліковано у 1847—1851 роках.
У 1862 році отримав Леттерштедську премію, яка вперше була присуджена Шведською королівською академією наук за переклади.